# 杜黃裳
杜黃裳（738年—808年），字遵素，京兆杜陵人，唐朝政治人物，莱国公杜如晦六世孙。

## 生平
杜黄裳早年穿慘綠衣服至侍郎潘孟阳家赴宴，潘孟阳母親是刘晏的女儿，潘母看見杜黄裳，询问说：“坐在最后那个惨绿少年是谁？”潘孟阳回答说：“补阙杜黄裳。”潘母说：“此人和别人完全不一样，将来必定是有名的卿相。”黃裳遂有“慘綠少年”之稱。肅宗寶應二年進士，杜鴻漸十分器重他。曾追隨郭子儀，任朔方從事，子儀入朝，令黃裳主留務於朔方。邠將李懷光打算取代子儀，遂偽造皇帝詔書殺溫儒傑，被杜黃裳識破。後任侍御史，为裴延龄所厭惡。歷任同中書門下平章事等官。
元和元年（806年），西川节度使韦皋病逝，西川节度副使刘辟作乱，满朝文武都以西蜀险固，不宜生事，唯黃裳力主聲讨劉辟，又薦神策軍將高崇文為帥，又奏请不以宦官做监军，憲宗批准。高崇文果然連破劉辟軍，蜀境遂平。宪宗对杜黄裳说：“时卿之功。”元和二年（807年），兼河中尹。封邠國公，卒謚宣獻。數年後，有御史劾奏黃裳收受高崇文錢四萬五千緡。皇帝念黃裳有功，其長子杜載被釋放。次女嫁韦执谊。

## 家庭

### 夫人
- 赵郡李氏，唐朝天策府仓曹参军李守素玄孙女，稷山令李延祖曾孙女，赵城丞李仲将孙女，菀邱令李映之女[9]

### 子女
- 杜载，河南府功曹参军
- 杜胜
- 杜翁归，太常寺奉礼郎
- 杜宝符，竟陵太守[10]，会昌二年去世 
  - 杜絪，嫁守左金吾衛兵曹參軍楊宇述，会昌三年去世
- 杜义符，河南府参军
- 杜氏，嫁监察御史武功苏德舆
- 杜氏，嫁相国、崖州员外司马京兆韦执谊
- 杜氏，嫁裴澣[11]

## 延伸阅读
[在维基数据编辑]
 在维基文库阅读此作者作品
 《舊唐書/卷147》，出自刘昫《舊唐書》
 《新唐書·卷169》，出自《新唐書》